# Dar Al Jaziri

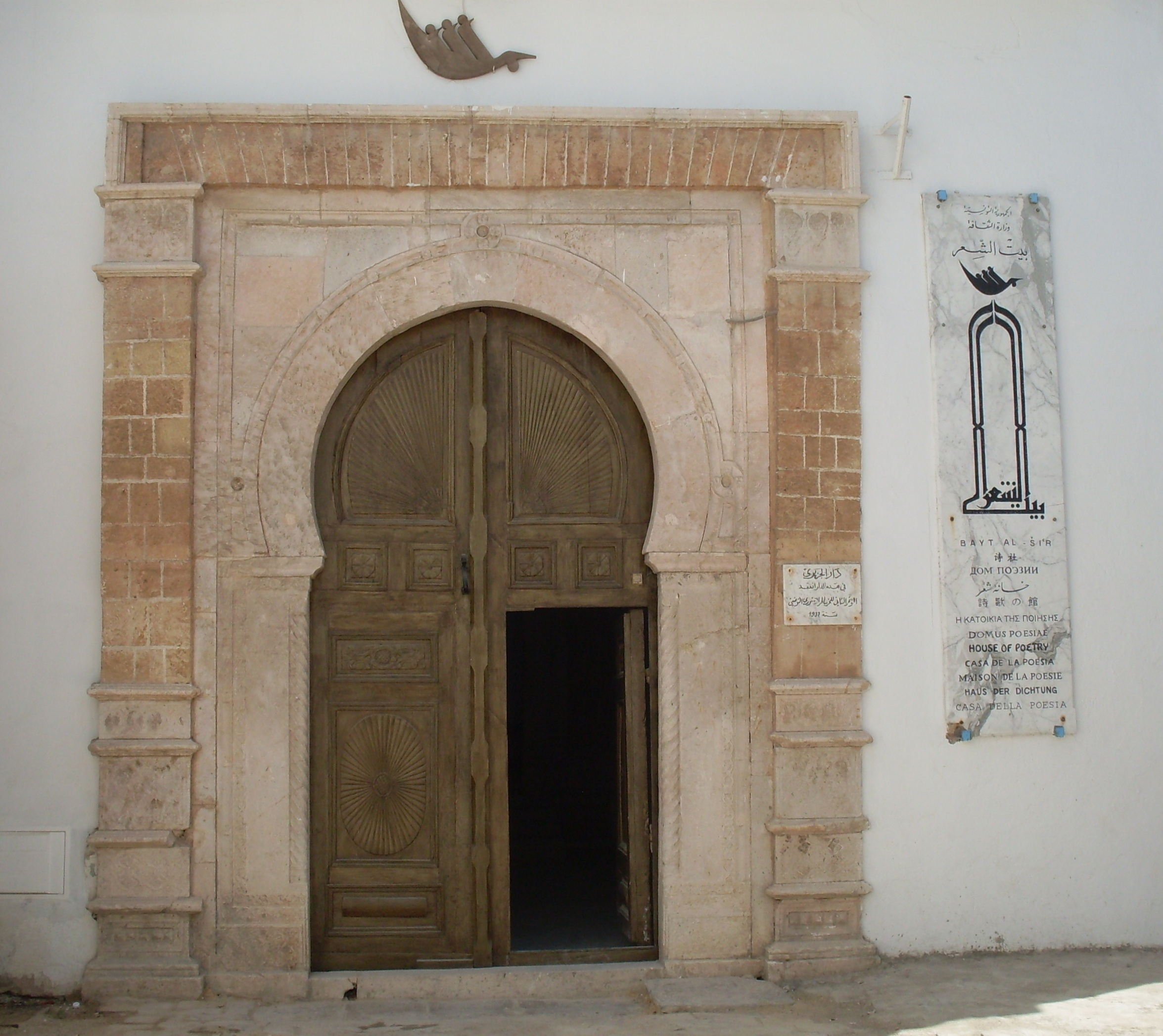
Porte du Dar Al Jaziri.

Le Dar Al Jaziri (arabe : دار الجزيري) est un palais de la médina de Tunis. Situé à la rue du Tribunal, à quelques mètres du Dar Lasram, il a été l'une des résidences de la famille Jaziri entre le XIIe et le XVIIIe siècle.
En 1937, il abrite le deuxième congrès du Néo-Destour. Classé monument historique en 1992, il abrite de nos jours la Maison de la poésie.
Sa façade est composée d'une porte en bois ouvragé avec encadrement en calcaire (kadhal), entouré de pierres de type sablonneux. La maison à étage comporte des dépôts, une cour principale entourée d'un portique, avec colonnes et chapiteaux de type antique, centré autour d'un puits. Les chambres comportent des plafonds de plâtre sculpté.
Au palais se rattache le mausolée familial connu sous le nom de tourbet Al Jaziri, dont la porte s'ouvre en face du Dar Lasram.

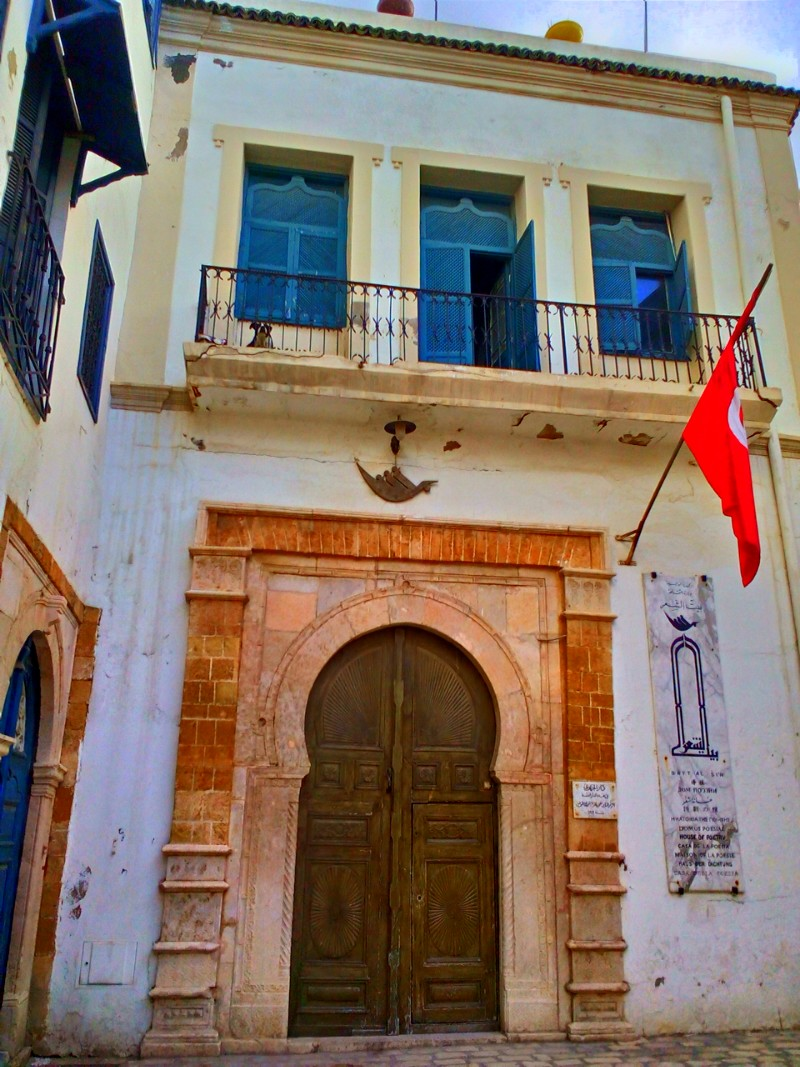
Façade du Dar El Jaziri.
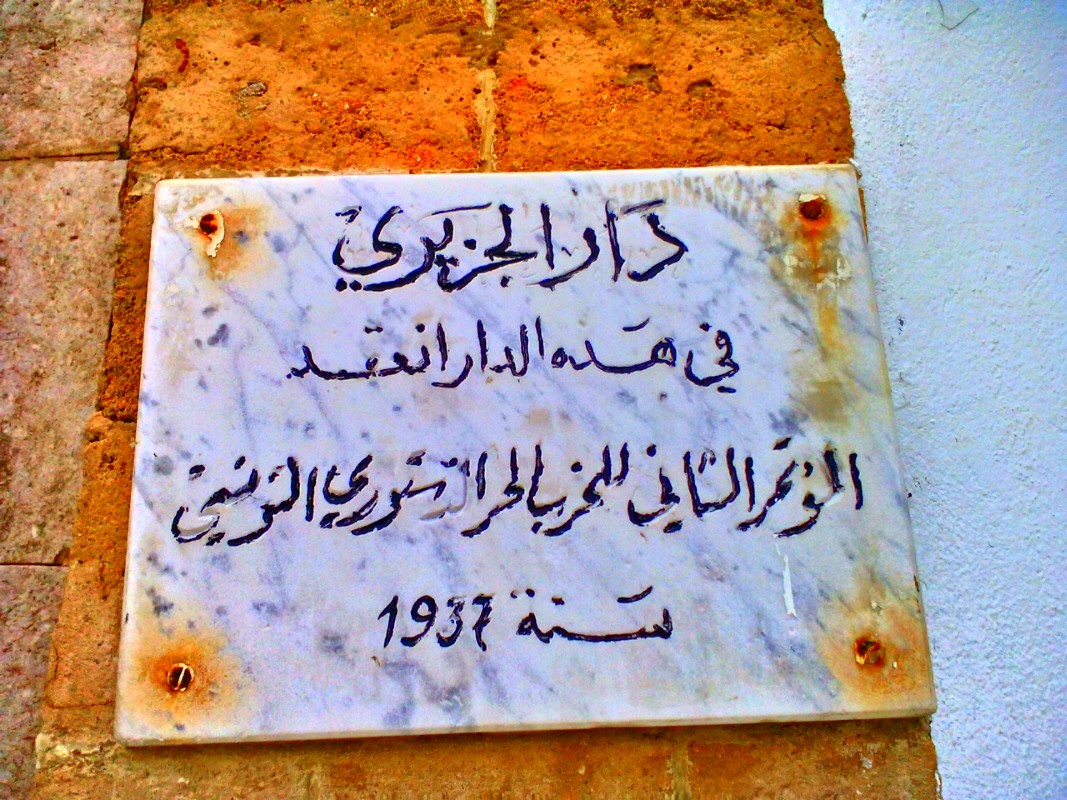
Plaque commémorative.
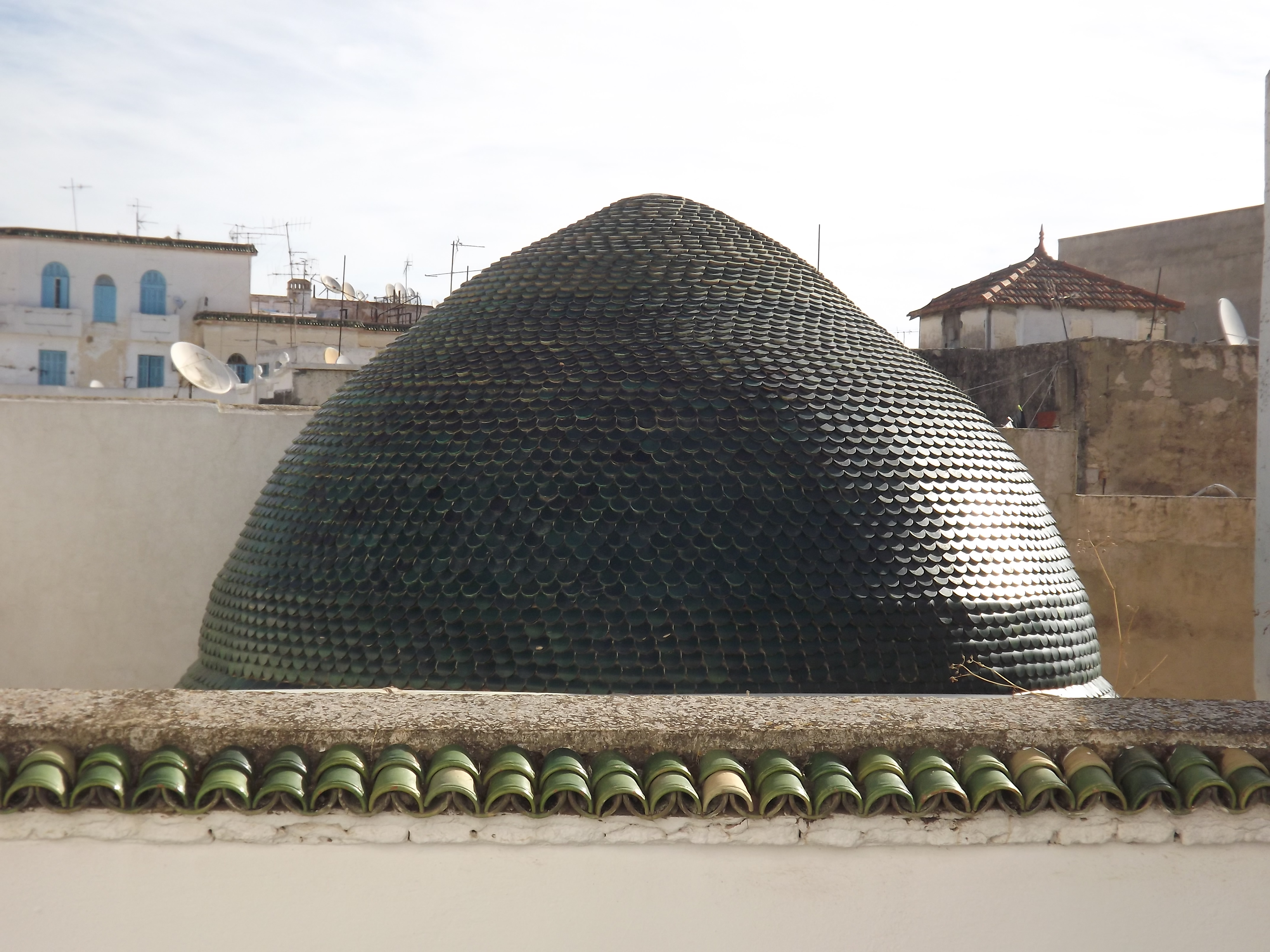
Coupole du tourbet Al Jaziri.
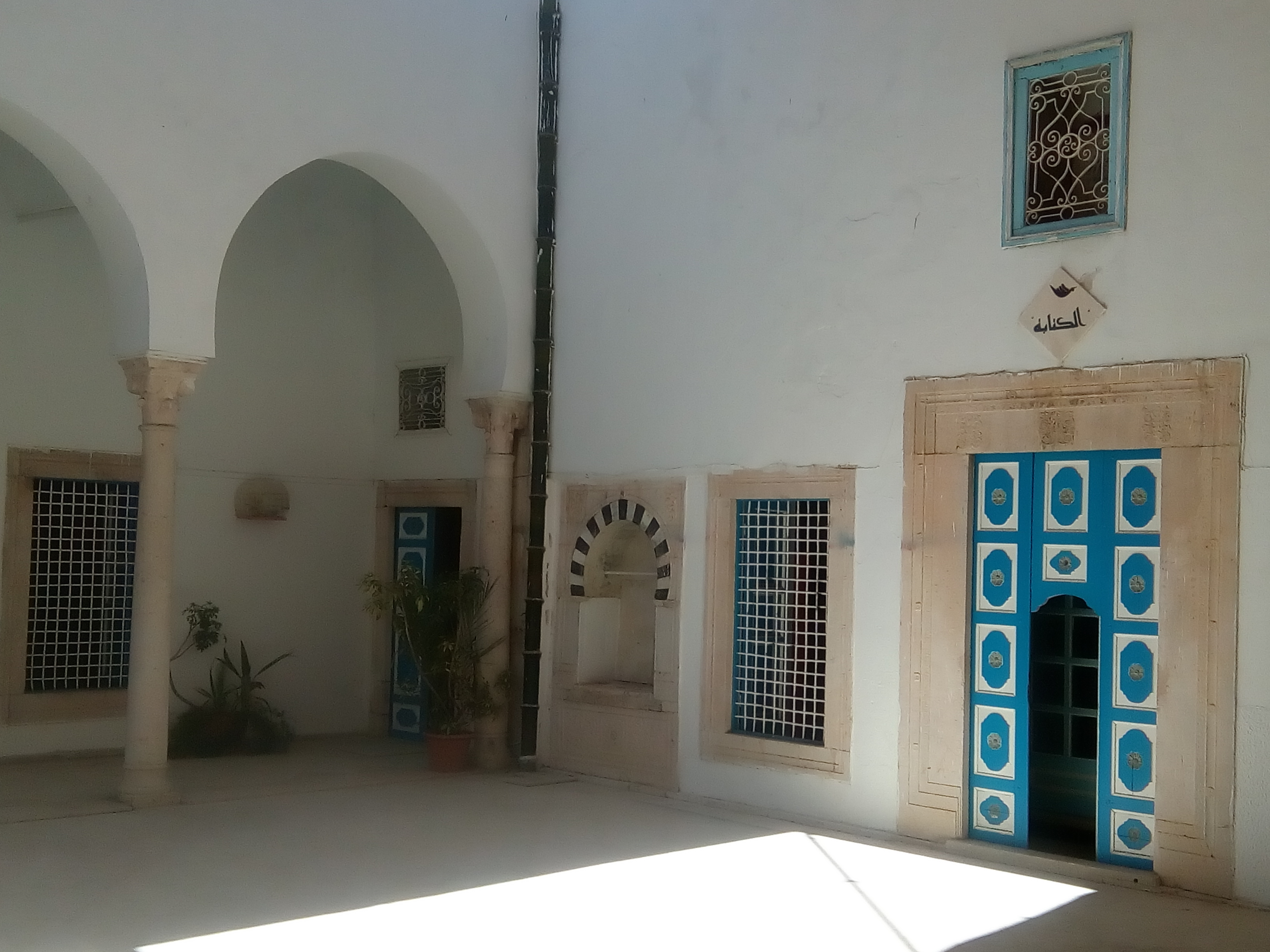
Patio du Dar Al Jaziri.